# Polen i olympiska sommarspelen 2004
Polen i olympiska sommarspelen 2004 bestod av idrottare som blivit uttagna av Polens olympiska kommitté.

## Badminton
| Idrottare                       | Gren       | Sextondelsfinaler                                        | Åttondelsfinaler                                  | Kvartsfinaler        | Semifinaler          | Final                | Final            |
| Idrottare                       | Gren       | Motståndare Resultat                                     | Motståndare Resultat                              | Motståndare Resultat | Motståndare Resultat | Motståndare Resultat | Placering        |
| ------------------------------- | ---------- | -------------------------------------------------------- | ------------------------------------------------- | -------------------- | -------------------- | -------------------- | ---------------- |
| Przemysław Wacha                | Herrsingel | Wong Choong Hann (MAS) L 1–15 5–15                       | Gick inte vidare                                  | Gick inte vidare     | Gick inte vidare     | Gick inte vidare     | Gick inte vidare |
| Michał Łogosz, Robert Mateusiak | Herrdubbel | Sigit Budiarto – Tri Kusharjanto (INA) W 15–11 3–15 15-8 | Kim Dong-moon – Ha Tae-kwon (KOR) (3) L 9–15 2–15 | Gick inte vidare     | Gick inte vidare     | Gick inte vidare     | Gick inte vidare |

## Bordtennis
| Idrottare                           | Gren       | Omgång 1                | Omgång 2                 | Omgång 3                      | Omgång 4              | Kvartsfinaler        | Semifinaler          | Final                |                  |
| Idrottare                           | Gren       | Motståndare Resultat    | Motståndare Resultat     | Motståndare Resultat          | Motståndare Resultat  | Motståndare Resultat | Motståndare Resultat | Motståndare Resultat |                  |
| ----------------------------------- | ---------- | ----------------------- | ------------------------ | ----------------------------- | --------------------- | -------------------- | -------------------- | -------------------- | ---------------- |
| Tomasz Krzeszewski                  | Herrsingel | Hugo Hoyama (BRA) W 4–0 | Jörg Roßkopf (GER) L 1–4 | Gick inte vidare              | Gick inte vidare      | Gick inte vidare     | Gick inte vidare     | Gick inte vidare     |                  |
| Lucjan Błaszczyk                    | Herrsingel | Bye                     | He Zhi Wen (ESP) W 4–3   | Vladimir Samsonov (BLR) L 2–4 | Gick inte vidare      | Gick inte vidare     | Gick inte vidare     | Gick inte vidare     |                  |
| Tomasz Krzeszewski Lucjan Błaszczyk | Herrdubbel | Bye                     | Bye                      | Chiang - Chuang (TPE) W 4–2   | Chen - Ma (CHN) L 1–4 | Gick inte vidare     | Gick inte vidare     | Gick inte vidare     | Gick inte vidare |

## Boxning
| Idrottare        | Gren          | Sextondelsfinaler                | Åttondelsfinaler                    | Kvartsfinaler              | Semifinaler          | Final                | Final            |
| Idrottare        | Gren          | Motståndare Resultat             | Motståndare Resultat                | Motståndare Resultat       | Motståndare Resultat | Motståndare Resultat | Placering        |
| ---------------- | ------------- | -------------------------------- | ----------------------------------- | -------------------------- | -------------------- | -------------------- | ---------------- |
| Andrzej Rżany    | Flugvikt      | Bonyx Yusak Saweho (INA) W 25-19 | Hicham Mesbahi (MAR) W 33-20        | Fuad Aslanov (AZE) L 23-24 | Gick inte vidare     | Gick inte vidare     | 5                |
| Andrzej Liczik   | Bantamvikt    | Bye                              | Bahodirjon Sultonov (UZB) L (RSCOS) | Gick inte vidare           | Gick inte vidare     | Gick inte vidare     | Gick inte vidare |
| Aleksy Kuziemski | Lätt tungvikt | Beibut Shumenov (KAZ) L 22-34    | Gick inte vidare                    | Gick inte vidare           | Gick inte vidare     | Gick inte vidare     | Gick inte vidare |

## Brottning
Herrarnas fristil
| Idrottare            | Gren   | Första omgången                                | Kvartsfinaler        | Semifinaler          | Final                          |    |
| Idrottare            | Gren   | Motståndare Resultat                           | Motståndare Resultat | Motståndare Resultat | Motståndare Resultat           |    |
| -------------------- | ------ | ---------------------------------------------- | -------------------- | -------------------- | ------------------------------ | -- |
| Krystian Brzozowski  | 74 kg  | Paslar (BUL) W 3–3 Osmanov (MKD) W 4–0         | Bye                  | Saitiev (RUS) L 0–8  | Bronsmatch Fundora (CUB) L 1–3 | 4  |
| Bartłomiej Bartnicki | 96 kg  | Valach (AUT) W 4–1 Cormier (USA) L 1–10        | Gick inte vidare     | Gick inte vidare     | Gick inte vidare               | 11 |
| Marek Garmulewicz    | 120 kg | Taymazov (UZB) L 0–10 Singh Cheema (IND) W 6–4 | Gick inte vidare     | Gick inte vidare     | Gick inte vidare               | 11 |

Grekisk-romersk
| Idrottare            | Gren  | Första omgången                                                 | Kvartsfinaler        | Semifinaler          | Final                |    |
| Idrottare            | Gren  | Motståndare Resultat                                            | Motståndare Resultat | Motståndare Resultat | Motståndare Resultat |    |
| -------------------- | ----- | --------------------------------------------------------------- | -------------------- | -------------------- | -------------------- | -- |
| Dariusz Jabłoński    | 55 kg | Mamedaliyev (RUS) L 0–3 Khatri (IND) W 3–0                      | Gick inte vidare     | Gick inte vidare     | Gick inte vidare     | 15 |
| Włodzimierz Zawadzki | 60 kg | Jung (KOR) L 2–10 Rahimov (AZE) L 3–4                           | Gick inte vidare     | Gick inte vidare     | Gick inte vidare     | 16 |
| Ryszard Wolny        | 66 kg | Mansurov (AZE) L 2–6 Marén (CUB) L 0–3                          | Gick inte vidare     | Gick inte vidare     | Gick inte vidare     | 17 |
| Radosław Truszkowski | 74 kg | Azcuy (CUB) L 0–6 Choi Duk-Hoon (KOR) L 1–6                     | Gick inte vidare     | Gick inte vidare     | Gick inte vidare     | 18 |
| Marek Sitnik         | 96 kg | Gaber (EGY) L 0–6 Mambetov (KAZ) W 3–0 Koutsioumpas (GRE) L 2–3 | Gick inte vidare     | Gick inte vidare     | Gick inte vidare     | 10 |
| Marek Mikulski       | 96 kg | Mureiko (BUL) L 0–3 Mizgaitis (LTU) L 0–3 Gardner (USA) L 0–3   | Gick inte vidare     | Gick inte vidare     | Gick inte vidare     | 20 |

## Bågskytte
Herrar
| Idrottare  | Gren         | Rankningsomgång | Rankningsomgång | 32-delsfinaler                     | Sextondelsfinaler    | Åttondelsfinaler     | Kvartsfinaler        | Semifinaler          | Final                | Final     |
| Idrottare  | Gren         | Poäng           | Seed            | Motståndare Resultat               | Motståndare Resultat | Motståndare Resultat | Motståndare Resultat | Motståndare Resultat | Motståndare Resultat | Placering |
| ---------- | ------------ | --------------- | --------------- | ---------------------------------- | -------------------- | -------------------- | -------------------- | -------------------- | -------------------- | --------- |
| Jacek Proć | Individuellt | 657             | 23              | Yavor Hristov (BUL) (42) L 132-133 | Gick inte vidare     | Gick inte vidare     | Gick inte vidare     | Gick inte vidare     | Gick inte vidare     | 55        |

Damer
| Idrottare                                                | Gren         | Rankningsomgång | Rankningsomgång | 32-delsfinaler                                  | Sextondelsfinaler                            | Åttondelsfinaler               | Kvartsfinaler        | Semifinaler          | Final                | Final     |
| Idrottare                                                | Gren         | Poäng           | Seed            | Motståndare Resultat                            | Motståndare Resultat                         | Motståndare Resultat           | Motståndare Resultat | Motståndare Resultat | Motståndare Resultat | Placering |
| -------------------------------------------------------- | ------------ | --------------- | --------------- | ----------------------------------------------- | -------------------------------------------- | ------------------------------ | -------------------- | -------------------- | -------------------- | --------- |
| Justyna Mospinek                                         | Individuellt | 657             | 7               | Maydenia Sarduy (CUB) (58) W 162-145            | Viktoriya Beloslydtseva (KAZ) (26) W 163-155 | Wu Hui-ju (TPE) (10) L 151-160 | Gick inte vidare     | Gick inte vidare     | Gick inte vidare     | 14        |
| Iwona Marcinkiewicz                                      | Individuellt | 628             | 28              | Yukari Kawasaki (JPN) (37) W 119-106            | Zhang Juanjuan (CHN) (5) L 157-166           | Gick inte vidare               | Gick inte vidare     | Gick inte vidare     | Gick inte vidare     | 20        |
| Małgorzata Sobieraj                                      | Individuellt | 628             | 27              | Thin Thin Khaing (MYA) (38) W 151(+35)-151(+33) | Yuan Shu-chi (TPE) (6) L 149-158             | Gick inte vidare               | Gick inte vidare     | Gick inte vidare     | Gick inte vidare     | 29        |
| Iwona Marcinkiewicz Małgorzata Sobieraj Justyna Mospinek | Lagtävling   | 1913            | 4               | N/A                                             | N/A                                          | Frankrike (13) L 224-226       | Gick inte vidare     | Gick inte vidare     | Gick inte vidare     | 15        |

## Cykling

### Mountainbike
| Idrottare          | Gren                  | Tid             | Placering       |
| ------------------ | --------------------- | --------------- | --------------- |
| Marek Galiński     | Herrarnas terränglopp | 2:22:14         | 14              |
| Marcin Karczyński  | Herrarnas terränglopp | 2:26:41         | 24              |
| Maja Włoszczowska  | Damernas terränglopp  | 2:02:08         | 6               |
| Anna Szafraniec    | Damernas terränglopp  | 2:07:44         | 11              |
| Magdalena Sadlecka | Damernas terränglopp  | Fullföljde inte | Fullföljde inte |

### Landsväg
Herrar
| Idrottare        | Gren                | Tid             | Placering       |
| ---------------- | ------------------- | --------------- | --------------- |
| Tomasz Brożyna   | Herrarnas linjelopp | 5:50:35         | 56              |
| Dawid Krupa      | Herrarnas linjelopp | 6:00:25         | 75              |
| Dawid Krupa      | Herrarnas tempolopp | 1:03:07.05      | 31              |
| Sławomir Kohut   | Herrarnas linjelopp | Fullföljde inte | Fullföljde inte |
| Sławomir Kohut   | Herrarnas tempolopp | 1:06:19.29      | 35              |
| Radosław Romanik | Herrarnas linjelopp | Fullföljde inte | Fullföljde inte |
| Sylwester Szmyd  | Herrarnas linjelopp | Fullföljde inte | Fullföljde inte |

Damer
| Idrottare          | Gren               | Tid     | Placering |
| ------------------ | ------------------ | ------- | --------- |
| Małgorzata Wysocka | Damernas linjelopp | 3:25:42 | 27        |
| Bogumiła Matusiak  | Damernas linjelopp | 3:31:55 | 42        |

### Bana
Keirin
| Idrottare          | Gren             | 1:a omgången | Återkval  | 2:a omgången | Final     |
| Idrottare          | Gren             | Placering    | Placering | Placering    | Placering |
| ------------------ | ---------------- | ------------ | --------- | ------------ | --------- |
| Łukasz Kwiatkowski | Herrarnas keirin | 4            | 2 Q       | 5            | 7         |

Sprint
| Idrottare                                          | Gren                | Kval                 | Kval      | Första omgången                  | Återkval                         | Kvartsfinaler                    | Semifinaler                      | Final                            | Final            |                  |
| Idrottare                                          | Gren                | Tid Hastighet (km/h) | Placering | Motståndare Tid Hastighet (km/h) | Motståndare Tid Hastighet (km/h) | Motståndare Tid Hastighet (km/h) | Motståndare Tid Hastighet (km/h) | Motståndare Tid Hastighet (km/h) | Placering        |                  |
| -------------------------------------------------- | ------------------- | -------------------- | --------- | -------------------------------- | -------------------------------- | -------------------------------- | -------------------------------- | -------------------------------- | ---------------- | ---------------- |
| Damian Zieliński                                   | Herrarnas sprint    | 10.441 68.958        | 7 Q       | Teun Mulder (NED) W              | N/A                              | Ross Edgar (GBR) W               | René Wolff (GER) L               | Gick inte vidare                 | 7                |                  |
| Łukasz Kwiatkowski                                 | Herrarnas sprint    | 10.462 68.820        | 10 Q      | Sean Eadie (AUS) L               | Barry Forde (BAR) L              | Gick inte vidare                 | Gick inte vidare                 | Gick inte vidare                 | Gick inte vidare | Gick inte vidare |
| Rafał Furman, Łukasz Kwiatkowski, Damian Zieliński | Herrarnas lagsprint | 45.093               | 9         | Gick inte vidare                 | Gick inte vidare                 | Gick inte vidare                 | Gick inte vidare                 | Gick inte vidare                 | Gick inte vidare |                  |
| Grzegorz Krejner                                   | Herrarnas tempolopp | 1:03.923             | N/A       | N/A                              | N/A                              | N/A                              | N/A                              | N/A                              | 14               |                  |

## Friidrott
Herrar
Bana, maraton och gång
| Idrottare                                                            | Gren               | Heat     | Heat      | Kvartsfinal | Kvartsfinal | Semifinal        | Semifinal        | Final            | Final            |
| Idrottare                                                            | Gren               | Resultat | Placering | Resultat    | Placering   | Resultat         | Placering        | Resultat         | Placering        |
| -------------------------------------------------------------------- | ------------------ | -------- | --------- | ----------- | ----------- | ---------------- | ---------------- | ---------------- | ---------------- |
| Łukasz Chyła                                                         | 100 meter          | 10.35    | 2 Q       | 10.23       | 4           | Gick inte vidare | Gick inte vidare | Gick inte vidare | Gick inte vidare |
| Marcin Jędrusiński                                                   | 200 meter          | 20.63    | 1 Q       | 20.55       | 3 Q         | 20.81            | 7                | Gick inte vidare | Gick inte vidare |
| Marcin Urbaś                                                         | 200 meter          | 20.71    | 3 Q       | DNF         | DNF         | Gick inte vidare | Gick inte vidare | Gick inte vidare | Gick inte vidare |
| Piotr Klimczak                                                       | 400 meter          | 46.23    | 4         | N/A         | N/A         | Gick inte vidare | Gick inte vidare | Gick inte vidare | Gick inte vidare |
| Tomasz Ścigaczewski                                                  | 110 meter häck     | DNS      | DNS       | N/A         | N/A         | Gick inte vidare | Gick inte vidare | Gick inte vidare | Gick inte vidare |
| Marek Plawgo                                                         | 400 meter häck     | 48.67    | 3 Q       | N/A         | N/A         | 48.16            | 2 Q              | 49.00            | 6                |
| Radosław Popławski                                                   | 3 000 meter hinder | 8:22.16  | 7 q       | N/A         | N/A         | N/A              | N/A              | 8:17.32          | 12               |
| Jan Zakrzewski                                                       | 3 000 meter hinder | 8:23.72  | 6         | N/A         | N/A         | N/A              | N/A              | Gick inte vidare | Gick inte vidare |
| Jakub Czaja                                                          | 3 000 meter hinder | 8:56.24  | 13        | N/A         | N/A         | N/A              | N/A              | Gick inte vidare | Gick inte vidare |
| Łukasz Chyła, Marcin Jędrusiński, Marcin Urbaś, Zbigniew Tulin       | 4 x 100 meter      | 38.47    | 2 Q       | N/A         | N/A         | N/A              | N/A              | 38.54            | 5                |
| Piotr Klimczak, Marcin Marciniszyn, Marek Plawgo, Piotr Rysiukiewicz | 4 x 400 meter      | 3:03.69  | 5         | N/A         | N/A         | N/A              | N/A              | Gick inte vidare | Gick inte vidare |
| Waldemar Glinka                                                      | Maraton            | N/A      | N/A       | N/A         | N/A         | N/A              | N/A              | 2:19:43          | 34               |
| Michał Bartoszak                                                     | Maraton            | N/A      | N/A       | N/A         | N/A         | N/A              | N/A              | 2:20:20          | 37               |
| Benjamin Kuciński                                                    | 20 kilometer gång  | N/A      | N/A       | N/A         | N/A         | N/A              | N/A              | 1:23:08          | 12               |
| Robert Korzeniowski                                                  | 50 kilometer gång  | N/A      | N/A       | N/A         | N/A         | N/A              | N/A              | 3:38:46          | 1                |
| Roman Magdziarczyk                                                   | 50 kilometer gång  | N/A      | N/A       | N/A         | N/A         | N/A              | N/A              | 3:48:11          | 6                |
| Grzegorz Sudoł                                                       | 50 kilometer gång  | N/A      | N/A       | N/A         | N/A         | N/A              | N/A              | 3:49:09          | 7                |

Fältgrenar och tiokamp
| Idrottare         | Gren          | Kval     | Kval      | Final            | Final            |
| Idrottare         | Gren          | Resultat | Placering | Resultat         | Placering        |
| ----------------- | ------------- | -------- | --------- | ---------------- | ---------------- |
| Grzegorz Sposób   | Höjdhopp      | 2.20     | 10        | Gick inte vidare | Gick inte vidare |
| Robert Wolski     | Höjdhopp      | 2.20     | 13        | Gick inte vidare | Gick inte vidare |
| Adam Kolasa       | Stavhopp      | 5.30     | 16        | Gick inte vidare | Gick inte vidare |
| Tomasz Majewski   | Kulstötning   | 5.30     | 16        | Gick inte vidare | Gick inte vidare |
| Szymon Ziółkowski | Släggkastning | 76.17    | 6         | Gick inte vidare | Gick inte vidare |

Damer
Bana, maraton och gång
| Idrottare                                                          | Gren              | Heat     | Heat      | Kvartsfinal      | Kvartsfinal      | Semifinal        | Semifinal        | Final            | Final            |
| Idrottare                                                          | Gren              | Resultat | Placering | Resultat         | Placering        | Resultat         | Placering        | Resultat         | Placering        |
| ------------------------------------------------------------------ | ----------------- | -------- | --------- | ---------------- | ---------------- | ---------------- | ---------------- | ---------------- | ---------------- |
| Anna Pacholak                                                      | 200 meter         | 23.00    | 6 q       | 23.35            | 6                | Gick inte vidare | Gick inte vidare | Gick inte vidare | Gick inte vidare |
| Grażyna Prokopek                                                   | 400 meter         | 51.29    | 3 Q       | 51.96            | 8                | Gick inte vidare | Gick inte vidare | Gick inte vidare | Gick inte vidare |
| Lidia Chojecka                                                     | 1500 m            | 4:06.13  | 6 q       | N/A              | N/A              | 4:04.83          | 3 Q              | 3:59.27          | 6                |
| Anna Jakubczak                                                     | 1500 m            | 4:06.37  | 4 Q       | N/A              | N/A              | 4:06.77          | 2 Q              | 4:00.15          | 7                |
| Wioletta Janowska                                                  | 1500 m            | 4:06.91  | 3 Q       | N/A              | N/A              | 4:11.41          | 11               | Gick inte vidare | Gick inte vidare |
| Aurelia Trywiańska                                                 | 110 m hurdles     | 13.01    | 3         | Gick inte vidare | Gick inte vidare | Gick inte vidare | Gick inte vidare | Gick inte vidare | Gick inte vidare |
| Małgorzata Pskit                                                   | 400 meter         | 54.75    | 1 Q       | N/A              | N/A              | 55.24            | 6                | Gick inte vidare | Gick inte vidare |
| Anna Jesień                                                        | 400 meter         | 56.03    | 4         | N/A              | N/A              | Gick inte vidare | Gick inte vidare | Gick inte vidare | Gick inte vidare |
| Monika Bejnar, Małgorzata Pskit, Grażyna Prokopek, Zuzanna Radecka | 4 x 400 meter     | 3:25.05  | 3 Q       | N/A              | N/A              | N/A              | N/A              | 3:25.22          | 5                |
| Małgorzata Sobańska                                                | Maraton           | N/A      | N/A       | N/A              | N/A              | N/A              | N/A              | 2:36:43          | 17               |
| Grażyna Syrek                                                      | Maraton           | N/A      | N/A       | N/A              | N/A              | N/A              | N/A              | 2:47:26          | 41               |
| Monika Drybulska                                                   | Maraton           | N/A      | N/A       | N/A              | N/A              | N/A              | N/A              | DNF              | DNF              |
| Sylwia Korzeniowska                                                | 20 kilometer gång | N/A      | N/A       | N/A              | N/A              | N/A              | N/A              | 1:33:06          | 21               |

Fältgrenar och sjukamp
| Idrottare             | Gren           | Kval     | Kval      | Final            | Final            |
| Idrottare             | Gren           | Resultat | Placering | Resultat         | Placering        |
| --------------------- | -------------- | -------- | --------- | ---------------- | ---------------- |
| Anna Rogowska         | Stavhopp       | 4.45     | 1 Q       | 4.70             | 3                |
| Monika Pyrek          | Stavhopp       | 4.45     | 1 Q       | 4.55             | 4                |
| Liliana Zagacka       | Tresteg        | 13.59    | 13        | Gick inte vidare | Gick inte vidare |
| Krystyna Zabawska     | Kulstötning    | 18.61    | 4 Q       | 18.64            | 6                |
| Joanna Wiśniewska     | Diskuskastning | 61.48    | 6 q       | 60.74            | 10               |
| Wioletta Potępa       | Diskuskastning | 60.50    | 8         | Gick inte vidare | Gick inte vidare |
| Kamila Skolimowska    | Släggkastning  | 68.66    | 5 Q       | 72.57            | 5                |
| Barbara Madejczyk     | Spjutkastning  | 61.18    | 6 Q       | 58.22            | 12               |
| Magdalena Szczepańska | Sjukamp        | N/A      | N/A       | 6012             | 21               |

Kombinerade grenar – Sjukamp
| Gren              | Magdalena Szczepańska | Magdalena Szczepańska |
| Gren              | Resultat              | Poäng                 |
| ----------------- | --------------------- | --------------------- |
| 100 m hurdles (s) | 14.41                 | 921                   |
| Höjd (m)          | 1.76                  | 928                   |
| Kula (m)          | 13.79                 | 780                   |
| 200 m (s)         | 25.29                 | 860                   |
| Längd (m)         | 5.298                 | 843                   |
| Spjut (m)         | 44.80                 | 760                   |
| 800 m (s)         | 2:13.08               | 920                   |
| Totalt            | Totalt                | 6012                  |

## Fäktning
Herrar
| Idrottare      | Gren  | Sextondelsfinaler          | Åttondelsfinaler           | Kvartsfinaler        | Semifinaler          | Final                |
| Idrottare      | Gren  | Motståndare Resultat       | Motståndare Resultat       | Motståndare Resultat | Motståndare Resultat | Motståndare Resultat |
| -------------- | ----- | -------------------------- | -------------------------- | -------------------- | -------------------- | -------------------- |
| Rafał Sznajder | Sabel | Damien Touya (FRA) W 15–14 | Mihai Covaliu (ROU) W 9–15 | Gick inte vidare     | Gick inte vidare     | Gick inte vidare     |

Damer
| Idrottare        | Gren    | Sextondelsfinaler    | Åttondelsfinaler                     | Kvartsfinaler            | Semifinaler                     | Final                                 |
| Idrottare        | Gren    | Motståndare Resultat | Motståndare Resultat                 | Motståndare Resultat     | Motståndare Resultat            | Motståndare Resultat                  |
| ---------------- | ------- | -------------------- | ------------------------------------ | ------------------------ | ------------------------------- | ------------------------------------- |
| Sylwia Gruchała  | Florett | Bye                  | Simone Bauer (GER) W 15–9            | Laura Badea (ROU) W 15–7 | Valentina Vezzali (ITA) L 13–15 | Brons · Aida Mohamed (HUN) · W 15–9 · |
| Aleksandra Socha | Sabel   | Bye                  | Catalina Gheorghitoaia (ROU) L 15–14 | Gick inte vidare         | Gick inte vidare                | Gick inte vidare                      |

## Gymnastik

### Artistisk
Damer
Mångkamp, lag
| Joanna Skowrońska | Startade inte | Startade inte | Startade inte | Startade inte | Startade inte | Startade inte | Startade inte | Startade inte |

### Rytmisk
| Gymnaster | Gren   | Kval                | Kval    | Kval   | Kval      | Final               | Final            | Final            | Final            |
| Gymnaster | Gren   | Redskap             | Redskap | Totalt | Placering | Redskap             | Redskap          | Totalt           | Placering        |
| Gymnaster | 5 band | 3 tunnband 2 bollar | 5 band  | Totalt | Placering | 3 tunnband 2 bollar |                  | Totalt           | Placering        |
| --- | ------ | ------------------- | ------- | ------ | --------- | ------------------- | ---------------- | ---------------- | ---------------- |
| Justyna Banasiak Martyna Dąbkowska Małgorzata Ławrynowicz Anna Mrozińska Aleksandra Wójcik Aleksandra Zawistowska | Trupp  | 20.725              | 21.050  | 41.775 | 10        | Gick inte vidare    | Gick inte vidare | Gick inte vidare | Gick inte vidare |

## Judo
Herrar
| Idrottare             | Gren                     | Sextondelsfinal      | Åttondelsfinal       | Kvartsfinal          | Semifinal            | Återkval             | Final                | Final            |
| Idrottare             | Gren                     | Motståndare Resultat | Motståndare Resultat | Motståndare Resultat | Motståndare Resultat | Motståndare Resultat | Motståndare Resultat | Placering        |
| --------------------- | ------------------------ | -------------------- | -------------------- | -------------------- | -------------------- | -------------------- | -------------------- | ---------------- |
| Krzysztof Wiłkomirski | Lättvikt (-73 kg)        | Collett (AUS) W      | Guilheiro (BRA) L    | Gick inte vidare     | Gick inte vidare     | Gick inte vidare     | Gick inte vidare     | Gick inte vidare |
| Robert Krawczyk       | Halv mellanvikt (-81 kg) | Ben Saleh (LBA) W    | Hawn (USA) W         | Azizov (AZE) W       | Gontiuk (UKR) L      | Gick inte vidare     | Bye                  | Canto (BRA) L    |
| Przemysław Matyjaszek | Mellanvikt (-90 kg)      | Hwang (KOR) L        | Gick inte vidare     | Gick inte vidare     | Gick inte vidare     | Gick inte vidare     | Hulzinga (NED) L     | Gick inte vidare |
| Grzegorz Eitel        | Tungvikt (+100 kg)       | Pan (CHN) L          | Gick inte vidare     | Gick inte vidare     | Gick inte vidare     | Gick inte vidare     | Gick inte vidare     | Gick inte vidare |

Damer
| Idrottare            | Gren                    | Sextondelsfinal      | Åttondelsfinal       | Kvartsfinal          | Semifinal            | Återkval             | Final                                      | Final            |
| Idrottare            | Gren                    | Motståndare Resultat | Motståndare Resultat | Motståndare Resultat | Motståndare Resultat | Motståndare Resultat | Motståndare Resultat                       | Placering        |
| -------------------- | ----------------------- | -------------------- | -------------------- | -------------------- | -------------------- | -------------------- | ------------------------------------------ | ---------------- |
| Anna Żemła-Krajewska | Extra lättvikt (-48 kg) | Bye                  | Bruletova (RUS) W    | Dumitru (ROU) L      | Gick inte vidare     | Gick inte vidare     | Shishkina (KAZ) W Karagiannopoulou (GRE) L | Gick inte vidare |
| Adriana Dadci        | Mellanvikt (-70 kg)     | Pažoutová (CZE) L    | Gick inte vidare     | Gick inte vidare     | Gick inte vidare     | Gick inte vidare     | Gick inte vidare                           | Gick inte vidare |

## Kanotsport
Slalom
| Idrottare                    | Gren                 | Heat   | Heat      | Semifinal | Semifinal | Final            | Final            | Placering        |                  |
| Idrottare                    | Gren                 | Poäng  | Placering | Poäng     | Placering | Poäng            | Totalt           | Placering        |                  |
| ---------------------------- | -------------------- | ------ | --------- | --------- | --------- | ---------------- | ---------------- | ---------------- | ---------------- |
| Mariusz Wieczorek            | Herrarnas C-1 slalom | 103.14 | 98.66     | 201.80    | 3 Q       | 101.30           | 10               | Gick inte vidare | Gick inte vidare |
| Krzysztof Supowicz           | Herrarnas C-1 slalom | 107.26 | 109.94    | 217.20    | 13        | Gick inte vidare | Gick inte vidare | Gick inte vidare | Gick inte vidare |
| Marcin Pochwała, Paweł Sarna | Herrarnas C-2 slalom | 113.86 | 112.79    | 226.65    | 7 Q       | 119.78           | 10               | Gick inte vidare | Gick inte vidare |
| Grzegorz Polaczyk            | Herrarnas K-1 slalom | 97.97  | 97.49     | 195.46    | 12 Q      | 94.74            | 4                | 196.57           | 7                |
| Agnieszka Stanuch            | Damernas K-1 slalom  | 118.57 | 115.32    | 233.89    | 14 Q      | 120.73           | 13               | Gick inte vidare | Gick inte vidare |

Sprint
| Kanotist                                                                             | Gren                 | Heat     | Heat      | Semifinal | Semifinal | Final            | Final            |
| Kanotist                                                                             | Gren                 | Tid      | Placering | Tid       | Placering | Tid              | Placering        |
| ------------------------------------------------------------------------------------ | -------------------- | -------- | --------- | --------- | --------- | ---------------- | ---------------- |
| Aneta Pastuszka                                                                      | Damernas K-1 500 m   | 1:53.840 | 2 Q       | DSQ       | DSQ       | Gick inte vidare | Gick inte vidare |
| Aneta Pastuszka, Beata Sokołowska-Kulesza                                            | Damernas K-2 500 m   | 1:41.164 | 3 Q       | N/A       | N/A       | 1:40.077         | 3                |
| Aneta Białkowska-Michalak, Małgorzata Czajczyńska, Karolina Sadalska, Joanna Skowroń | Damernas K-4 500 m   | 1:31.949 | 1 Q       | N/A       | N/A       | 1:36.376         | 4                |
| Paweł Baraszkiewicz, Daniel Jędraszko                                                | Herrarnas C-2 500 m  | 1:40.524 | 3 Q       | N/A       | N/A       | 1:42.046         | 9                |
| Michał Śliwiński, Łukasz Woszczyński                                                 | Herrarnas C-2 1000 m | 3:30.607 | 3 Q       | N/A       | N/A       | 3:44.338         | 5                |
| Paweł Baumann                                                                        | Herrarnas K-1 500 m  | 1:42.581 | 4 Q       | 1:43.125  | 9         | Gick inte vidare | Gick inte vidare |
| Adam Seroczyński                                                                     | Herrarnas K-1 1000 m | 3:28.464 | 3 Q       | 3:30.201  | 4         | Gick inte vidare | Gick inte vidare |
| Marek Twardowski, Adam Wysocki                                                       | Herrarnas K-2 500 m  | 1:29.069 | 1 Q       | N/A       | N/A       | 1:28.048         | 4                |
| Dariusz Białkowski, Rafał Głażewski, Tomasz Mendelski, Adam Seroczyński              | Herrarnas K-4 1000 m | 2:55.240 | 3 Q       | N/A       | N/A       | 3:03.562         | 8                |

## Modern femkamp
| Idrottare         | Gren                | Skytte   | Skytte | Fäktning | Fäktning | Simning  | Simning | Ridning | Ridning | Löpning  | Löpning | Totalpoäng | Placering |
| Idrottare         | Gren                | Resultat | Poäng  | Resultat | Poäng    | Resultat | Poäng   | Straff  | Poäng   | Resultat | Poäng   | Totalpoäng | Placering |
| ----------------- | ------------------- | -------- | ------ | -------- | -------- | -------- | ------- | ------- | ------- | -------- | ------- | ---------- | --------- |
| Herrarnas tävling | Andrzej Stefanek    | 172      | 1000   | W16 L15  | 832      | 2:07,37  | 1272    | 135.82  | 584     | 10:03,35 | 988     | 4676       | 30        |
| Herrarnas tävling | Marcin Horbacz      | 181      | 1108   | W18 L13  | 888      | 2:04,43  | 1308    | DNF     | 0       | 10:07,46 | 972     | 4388       | 32        |
| Damernas tävling  | Sylwia Czwojdzińska | 179      | 1084   | W17 L14  | 860      | 2:21,44  | 1224    | 66.95   | 1116    | 11:22,00 | 992     | 5276       | 6         |
| Damernas tävling  | Paulina Boenisz     | 180      | 1096   | W13 L18  | 748      | 2:28,13  | 1144    | 81.60   | 1100    | 10:56,05 | 1096    | 5184       | 10        |

## Ridsport

### Fälttävlan
| Ryttare                                  | Häst    | Gren                    | Dressyr | Dressyr   | Terräng | Terräng | Terräng   | Hoppning | Hoppning | Hoppning  | Hoppning         | Hoppning         | Hoppning         | Totalt | Totalt    |
| Ryttare                                  | Häst    | Gren                    | Dressyr | Dressyr   | Terräng | Terräng | Terräng   | Kval     | Kval     | Kval      | Final            | Final            | Final            | Totalt | Totalt    |
| Ryttare                                  | Häst    | Gren                    | Straff  | Placering | Straff  | Totalt  | Placering | Straff   | Totalt   | Placering | Straff           | Totalt           | Placering        | Straff | Placering |
| ---------------------------------------- | ------- | ----------------------- | ------- | --------- | ------- | ------- | --------- | -------- | -------- | --------- | ---------------- | ---------------- | ---------------- | ------ | --------- |
| Andrzej Pasek                            | Dekalog | Individuell fälttävlan  | 60,40   | 45        | 26,40   | 86,80   | 51        | 28,00    | 114,80   | 51        | Gick inte vidare | Gick inte vidare | Gick inte vidare | 114,80 | 51        |
| Kamil Rajnert                            | Marnego | Individuell fälttävlan  | 50,80   | 31        | 24,40   | 75,20   | 40        | 12,00    | 87,20    | 39        | Gick inte vidare | Gick inte vidare | Gick inte vidare | 97,20  | 39        |
| Paweł Spisak                             | Weriusz | Individuell fälttävlan  | 67,00   | 63        | 99,40   | 166,40  | 69        | 8,00     | 174,40   | 66        | Gick inte vidare | Gick inte vidare | Gick inte vidare | 174,40 | 66        |
| Kamil Rajnert Andrzej Pasek Paweł Spisak | Se ovan | Lagtävling i fälttävlan | 178,20  | 11        | 150,20  | 328,40  | 13        | 48,00    | 376,40   | 12        | i.u.             | i.u.             | i.u.             | 376,40 | 14        |

### Hoppning
| Ryttare         | Häst               | Gren                 | Kval     | Kval      | Kval     | Kval     | Kval      | Kval     | Kval     | Kval      | Final    | Final     | Final            | Final            | Final            | Totalt           | Totalt           |
| Ryttare         | Häst               | Gren                 | Omgång 1 | Omgång 1  | Omgång 2 | Omgång 2 | Omgång 2  | Omgång 3 | Omgång 3 | Omgång 3  | Omgång A | Omgång A  | Omgång B         | Omgång B         | Omgång B         | Totalt           | Totalt           |
| Ryttare         | Häst               | Gren                 | Straff   | Placering | Straff   | Totalt   | Placering | Straff   | Totalt   | Placering | Straff   | Placering | Straff           | Totalt           | Placering        | Straff           | Placering        |
| --------------- | ------------------ | -------------------- | -------- | --------- | -------- | -------- | --------- | -------- | -------- | --------- | -------- | --------- | ---------------- | ---------------- | ---------------- | ---------------- | ---------------- |
| Grzegorz Kubiak | Djane des Fontenis | Individuell hoppning | 8        | =47       | 12       | 20       | =46 Q     | 17       | 37       | =51 Q     | 24       | 44        | Gick inte vidare | Gick inte vidare | Gick inte vidare | Gick inte vidare | Gick inte vidare |

## Rodd
Herrar
| Idrottare | Gren                        | Heat    | Heat      | Återkval | Återkval  | Semifinal        | Semifinal        | Final            | Final            | Final |
| Idrottare | Gren                        | Tid     | Placering | Tid      | Placering | Tid              | Placering        | Tid              | Placering        |       |
| --- | --------------------------- | ------- | --------- | -------- | --------- | ---------------- | ---------------- | ---------------- | ---------------- | ----- |
| Michał Jeliński Adam Wojciechowski | Dubbelsculler               | 7:00,38 | 4 R       | 6:17,51  | 4         | Gick inte vidare | Gick inte vidare | Gick inte vidare | Gick inte vidare |       |
| Tomasz Kucharski Robert Sycz | Lättvikts-fyra utan styrman | 6:21,45 | 2 R       | 6:20,90  | 1 SA/B    | 6:14,91          | 1 FA             | 6:20,93          | 1                |       |
| Mariusz Daniszewski Jarosław Godek Artur Rozalski Rafał Smoliński                                                                                           | Fyra utan styrman           | 6:30,72 | 2 SA/B    | BYE      | BYE       | 5:53,32          | 3 FA             | 6:22,43          | 6                |       |
| Adam Bronikowski Marek Kolbowicz Adam Korol Sławomir Kruszkowski                                                                                            | Scullerfyra                 | 5:41,98 | 1 SA/B    | BYE      | BYE       | 5:42,63          | 1 FA             | 5:58,94          | 4                |       |
| Rafał Hejmej Wojciech Gutorski Sebastian Kosiorek Piotr Buchalski Mikołaj Burda Dariusz Nowak Michał Stawowski Daniel Trojanowski (styrman) Bogdan Zalewski | Åtta med styrman            | 5:30,08 | 5 R       | 5:36,75  | 4 FB      | i.u.             | i.u.             | 5:51,66          | 8                |       |

Damer
| Idrottare                           | Gren                    | Heat    | Heat      | Återkval | Återkval  | Semifinal | Semifinal | Final   | Final     | Final |
| Idrottare                           | Gren                    | Tid     | Placering | Tid      | Placering | Tid       | Placering | Tid     | Placering |       |
| ----------------------------------- | ----------------------- | ------- | --------- | -------- | --------- | --------- | --------- | ------- | --------- | ----- |
| Magdalena Kemnitz Ilona Mokronowska | Lättvikts-dubbelsculler | 6:51,46 | 2 R       | 6:53,74  | 1 SA/B    | 6:54,49   | 2 FA      | 7:04,48 | 6         |       |

## Segling
Herrar
| Seglare                         | Gren      | Lopp | Lopp | Lopp | Lopp | Lopp | Lopp | Lopp | Lopp | Lopp | Lopp | Lopp | Summerad poäng | Finalplacering |
| Seglare                         | Gren      | 1    | 2    | 3    | 4    | 5    | 6    | 7    | 8    | 9    | 10   | M*   | Summerad poäng | Finalplacering |
| ------------------------------- | --------- | ---- | ---- | ---- | ---- | ---- | ---- | ---- | ---- | ---- | ---- | ---- | -------------- | -------------- |
| Przemysław Miarczyński          | Mistral   | 6    | 1    | 1    | 15   | 10   | 5    | 9    | 16   | 2    | 7    | 20   | 73             | 5              |
| Mateusz Kusznierewicz           | Finnjolle | 3    | 1    | 6    | 4    | 11   | OCS  | 17   | 1    | 7    | 2    | 1    | 53             | 3              |
| Tomasz Jakubiak Tomasz Stańczyk | 470       | 24   | 11   | 25   | 2    | 13   | 25   | 7    | 14   | 22   | 18   | 21   | 157            | 21             |

M = Medaljlopp; EL = Eliminerad – gick inte vidare till medaljloppet;
Damer
| Seglare         | Gren        | Lopp | Lopp | Lopp | Lopp | Lopp | Lopp | Lopp | Lopp | Lopp | Lopp | Lopp | Summerad poäng | Finalplacering |
| Seglare         | Gren        | 1    | 2    | 3    | 4    | 5    | 6    | 7    | 8    | 9    | 10   | M*   | Summerad poäng | Finalplacering |
| --------------- | ----------- | ---- | ---- | ---- | ---- | ---- | ---- | ---- | ---- | ---- | ---- | ---- | -------------- | -------------- |
| Zofia Klepacka  | Mistral     | 8    | 2    | 16   | 7    | 6    | 15   | 20   | 19   | 20   | 4    | 16   | 113            | 12             |
| Monika Bronicka | Europajolle | 16   | 18   | 16   | 12   | 22   | 14   | 21   | 12   | 18   | 15   | 20   | 162            | 21             |

M = Medaljlopp; EL = Eliminerad – gick inte vidare till medaljloppet;
Öppen
| Seglare                                | Gren  | Lopp | Lopp | Lopp | Lopp | Lopp | Lopp | Lopp | Lopp | Lopp | Lopp | Lopp | Lopp | Lopp | Lopp | Lopp | Lopp | Summerad poäng | Finalplacering |
| Seglare                                | Gren  | 1    | 2    | 3    | 4    | 5    | 6    | 7    | 8    | 9    | 10   | 11   | 12   | 13   | 14   | 15   | M*   | Summerad poäng | Finalplacering |
| -------------------------------------- | ----- | ---- | ---- | ---- | ---- | ---- | ---- | ---- | ---- | ---- | ---- | ---- | ---- | ---- | ---- | ---- | ---- | -------------- | -------------- |
| Maciej Grabowski                       | Laser | 8    | 23   | 30   | 20   | 3    | 3    | 8    | 16   | 10   | 20   | i.u. | i.u. | i.u. | i.u. | i.u. | 14   | 125            | 11             |
| Marcin Czajkowski Krzysztof Kierkowski | 49er  | DSQ  | 18   | 16   | OCS  | 13   | 15   | 11   | 10   | 18   | 9    | 13   | 18   | 3    | 13   | 16   | 17   | 190            | 18             |

M = Medaljlopp; EL = Eliminerad – gick inte vidare till medaljloppet;

## Taekwondo
| Idrottare           | Gren            | Åttondelsfinaler     | Kvartsfinaler        | Semifinaer           | Återkval             | Bronsmatch           | Final                | Final            |
| Idrottare           | Gren            | Motståndare Resultat | Motståndare Resultat | Motståndare Resultat | Motståndare Resultat | Motståndare Resultat | Motståndare Resultat | Placering        |
| ------------------- | --------------- | -------------------- | -------------------- | -------------------- | -------------------- | -------------------- | -------------------- | ---------------- |
| Aleksandra Uścińska | Damernas −57 kg | Reyes (ESP) L 2–11   | Gick inte vidare     | Gick inte vidare     | Gick inte vidare     | Gick inte vidare     | Gick inte vidare     | Gick inte vidare |

## Tennis
| Spelare                              | Gren       | Omgång 1                           | Åttondelsfinaler  | Kvartsfinaler     | Semifinaler       | Final / BM        | Final / BM       |
| Spelare                              | Gren       | Motståndare Poäng                  | Motståndare Poäng | Motståndare Poäng | Motståndare Poäng | Motståndare Poäng | Placering        |
| ------------------------------------ | ---------- | ---------------------------------- | ----------------- | ----------------- | ----------------- | ----------------- | ---------------- |
| Mariusz Fyrstenberg Marcin Matkowski | Herrdubbel | Allegro / Federer (SUI) L 3–6, 2–6 | Gick inte vidare  | Gick inte vidare  | Gick inte vidare  | Gick inte vidare  | Gick inte vidare |